# Simplicia (Automobilhersteller)
Simplicia war ein belgischer Hersteller von Automobilen.

## Unternehmensgeschichte
Das Unternehmen hatte seinen Sitz in Mons. Etwa 1904 stellte es mehrere Kraftfahrzeuge her. Der Markenname lautete Simplicia.